# Wynoochee
Die Wynoochee waren ein Indianerstamm im Südwesten des heutigen US-Bundesstaats Washington. Kulturell gehörten sie zu den Küsten-Salish. Sie lebten am Wynoochee River, der in den Chehalis River mündet. 

## Geschichte

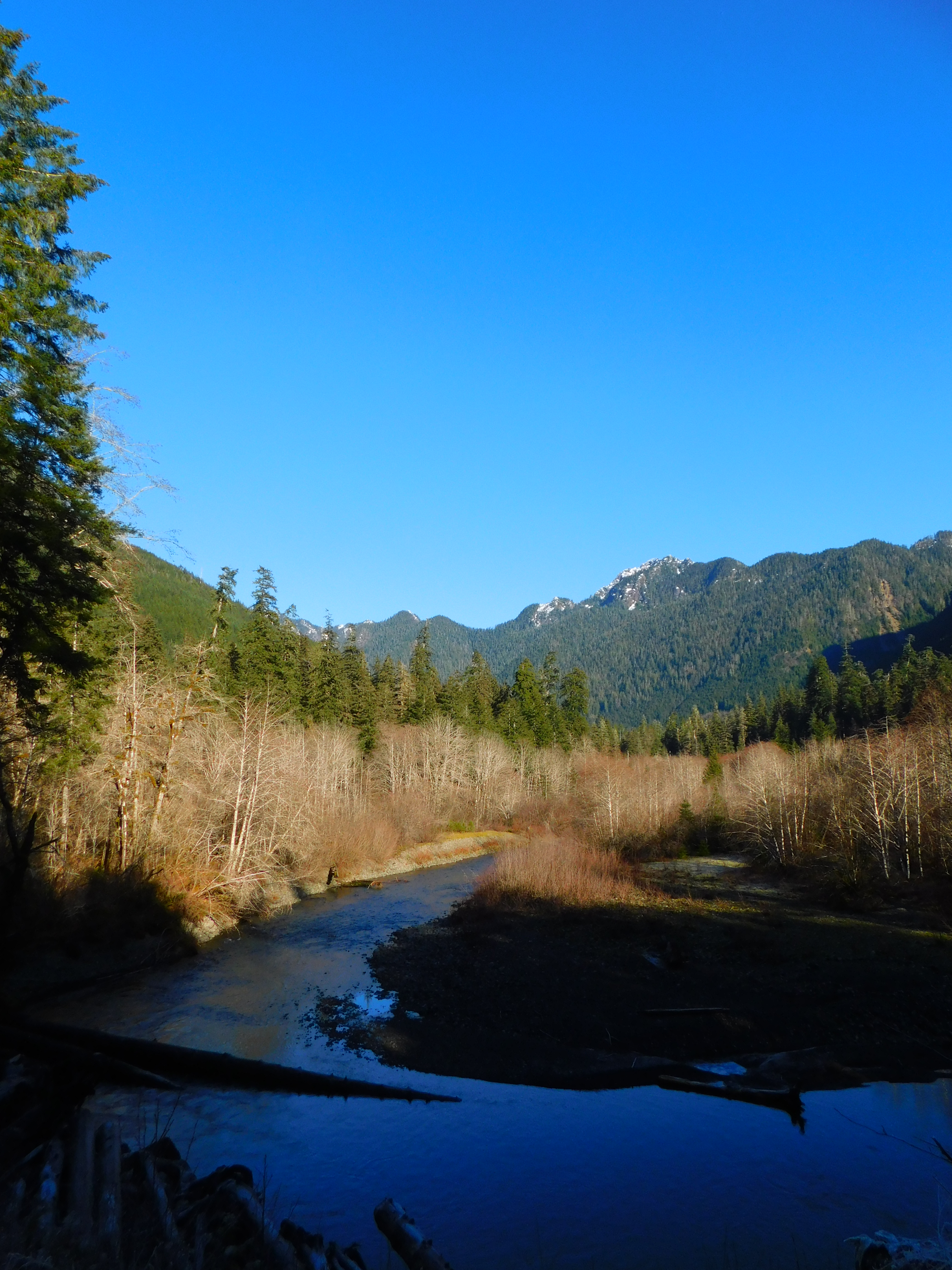
Der Wynochee nördlich des gleichnamigen Sees

Die Wynoochee standen in engen verwandtschaftlichen Beziehungen zu den Whiskah, so dass 1870 der zuständige Superintendent für Indian Affairs, Samuel Ross, vermutete, dass die beiden Gruppen ursprünglich einen gemeinsamen Stamm gebildet hatten. Er berichtete, die Stämme der Hoquiam, Whiskah, Satsop und Wynoochee hätten um diese Zeit zusammen 350 Mitglieder umfasst. Ihr Häuptling sei Sam gewesen. Möglicherweise erhielten die Wynoochee, die neben ihrer traditionellen Lebensweise Austern fingen, ab 1853 Geschenke von den Indianeragenten, vor allem Spirituosen.
Die Wynoochee waren nicht bei den Verträgen beteiligt, die das Washington-Territorium seit 1854 mit zahlreichen Stämmen abschloss. 1874 gehörten sie, folgt man dem Bericht des zuständigen Agenten H. D. Gibson an den Commissioner of Indian Affairs vom 28. September, zu einer der beiden Indianeragenturen namens „Chehalis“ und „Shoal Water Bay“. Gibson plädierte für die Auflösung der Reservate und die Umsiedlung der dortigen Gruppen in die Puyallup Reservation. 
Vielfach wurden diese Gruppen pauschal als „Grays Harbor Indians“ bezeichnet. Einer von ihnen namens Chinoise reiste noch in den 80er Jahren nach Oakville, um zu verdeutlichen, dass die Indianer, die den Umzug verweigerten, immer noch ein Reservat wünschten.
Wann sich der Stamm der Wynoochee endgültig auflöste, ist offenbar nicht mehr feststellbar.